# Spherillo dorsalis
Spherillo dorsalis là một loài chân đều trong họ Armadillidae. Loài này được Iwamoto miêu tả khoa học năm 1943.